# Arash
 Ikke at forveksle med Arash (navn).
Arash er et navn på en iransk bueskytte, fra det gamle Persien.
Historien er at den persiske bueskytte skød en pil og det satte en landegrænse for det gamle Persien. I persiske folkeeventyr bliver der fortalt at han altid ramte de mål han satte.

## Navnets oprindelse
Selv om flere kilder (f.eks al-Biruni) synes at have overvejet 'Arash' at være oprindelsen af navnet »Arshak" (dvs. Arsaces), navnet på den Parthian dynasti stammer fra et parthiske-eller østlige iranske ækvivalent af 'Ardashir' , nemlig »Artaxerxes, specielt Artaxerxes II, hvem Arsacids hævdede at nedstamme fra. (Inden for opbygningen af mytologisk-conflated genealogi iranske dynasts de Arsacids hævdede også at synke-via den anden Arash-from Kai Kobad).
Som det er typisk for navne fra mundtlig tradition, der er mange variationer af "Arash". I Avesta navnet vises som "Erekhsha" (Ǝrəxša) "af hurtige pil, der har den hurtigste pil blandt iranerne" (Yasht 8.6). Denne avestan sprog formular fortsætter i Zoroastrian Middle persisk som "Erash" (Bundahishn, Shahrastanha-i Eran, Zand-i Vahuman Yasht, Mah I Frawardin) hvorfra angliserede 'Eruch' stammer. Ny persisk og arabisk former omfatter 'Erash' og 'Irash' i al-Tabari og Ibn al-ATIR, Aarashshebatir i al-Tabari «Arash" i al-Talebi «Aarash" i Maqdesi, Balami, Mojmal, Marasi, al -Biruni og i VIS o Ramin af Gorgani. Navne med en bestand tilnavn repræsenterer avestan "hurtig pil" omfatter al-Tabari er 'Aarashshebatir "og Mojmal er' Arash-e Shewatir '. En efternavnet formular inkluderer 'Arash / Aarash Kaman-gir' "Arash, bow-ekspert."